# سفيتلانا نوفاك
سفيتلانا نوفاك (بالفرنسية: Svetlana Novak)‏ هي منتجة أفلام فرنسية، ولدت في 1952 في يوغوسلافيا.

## وصلات خارجية
- سفيتلانا نوفاك على موقع IMDb (الإنجليزية)
- سفيتلانا نوفاك على موقع قاعدة بيانات الفيلم (الإنجليزية)